# Mmhmm
Mmhmm é o quarto álbum de estúdio da banda Relient K, lançado a 2 de Novembro de 2004.
Este disco marca a estreia da banda com a gravadora Capitol Records, e é o último álbum do baixista Brian Pittman.
O disco atingiu o nº 15 da Billboard 200.

## Faixas
Todas as faixas por Matt Thiessen.
0. "Mmhmm" (Faixa escondida) - 0:16
1. "The One I'm Waiting For" – 3:02
2. "Be My Escape" – 4:00
3. "High of 75" – 2:27
4. "I So Hate Consequences" – 4:01
5. "The Only Thing Worse Than Beating a Dead Horse Is Betting on One" – 1:13
6. "My Girl's Ex-Boyfriend" – 2:28
7. "More Than Useless" (com John Warne) – 3:50
8. "Which to Bury, Us or the Hatchet?" – 4:11
9. "Let It All Out" featuring John Davis – 4:21
10. "Who I Am Hates Who I've Been" (com John Warne) – 3:52
11. "Maintain Consciousness" – 2:52
12. "This Week the Trend" – 2:59
13. "Life After Death and Taxes (Failure II)" – 4:23
14. "When I Go Down" (com John Davis) – 6:42

## Créditos
- Matt Thiessen – Vocal, guitarra, piano
- Matt Hoopes – Guitarra, vocal de apoio
- Brian Pittman – Baixo
- Dave Douglas – Bateria, vocal de apoio